# Alepes vari
Alepes vari es una especie de peces de la familia Carangidae en el orden de los Perciformes.

## Morfología
Los machos pueden llegar alcanzar los 56 cm de longitud total.

## Distribución geográfica
Se encuentra en las regiones tropicales del Índico y del oeste del Pacífico.